# Tepuisabelvleugel
De tepuisabelvleugel (Campylopterus duidae) is een vogel uit de familie Trochilidae (kolibries).

## Verspreiding en leefgebied
Deze soort komt voor in de tepuis van Brazilië en Venezuela en telt twee ondersoorten:
- C. d. duidae: zuidelijk Venezuela en noordelijk Brazilië.
- C. d. guaiquinimae: Cerro Guaiquinima (zuidelijk Venezuela).